# فارو (أسطورة)
فارو (بالإنجليزية: Faro)‏ في أساطير ماندي، طهر فارو الأرض بالتضحية بنفسه للتكفير عن خطيئة توأمه بمبس.